# Clarence E. Mulford
Clarence Edward Mulford (Streator, 3 de febrero de 1883 - Portland, 10 de mayo de 1956), fue un escritor estadounidense de ficción policial y western, conocido por crear el personaje de cowboy Hopalong Cassidy.

## Obras

### Novelas de Hopalong Cassidy
- Bar-20 (1906)
- The Orphan (1908)
- Hopalong Cassidy (1910)
- Bar-20 Days (1911)
- Buck Peters, Ranchman (1912)
- The Coming of Cassidy (1913)
- The Man from Bar-20 (1918)
- Johnny Nelson (1920)
- The Bar-20 Three (1921)
- Tex (1922)
- Bring Me His Ears (1922)
- H. C. Returns (1923)
- Black Buttes (1923)
- Rustler's Valley (1924)
- Cottonwood Gulch (1925)
- Hopalong Cassidy's Protege (1926)
- The Bar-20 Rides Again (1926)
- Corson of the J.C. (1928)
- Mesquite Jenkins (1928)
- Me an' Shorty (1929)
- The Deputy Sheriff (1930)
- Hopalong Cassidy and the Eagles Brood (1931)
- Mesquite Jenkins, Tumbleweed (1932)
- The Round-Up (1933)
- Trail Dust (1934)
- On the Trail of the Tumbling T (1935)
- Hopalong Cassidy Takes Cards (1937)
- Hopalong Cassidy Serves a Writ (1941)